# Tükörkép-gondolkodás
Akármi legyen a különbség köztük, a konfliktusban részt vevő két fél egy dologban általában megegyezik: egymás elfogult észlelésében és értelmezésében. Urie Bronfenbrenner (1961) nevezte el e kölcsönös "téves észleléseket" tükörkép-gondolkodásnak. Az oroszul beszélő Bronfenbrenner először 1961-ben, egy a Szovjetunióban tett utazásán észlelte ezt a jelenséget. Hétköznapi emberekkel beszélgetve azt tapasztalta, hogy a szovjet polgárokban ugyanolyan szélsőségesen negatív kép él az Egyesült Államokról, mint amilyen az amerikaiakban a Szovjetunióról. Mindkét fél hitte, hogy a másik katonai fölényre tör, és nem szabad benne megbízni.

## Tükörkép-gondolkodás a kísérleti konfliktusvizsgálatokban
Hasonló jelenség a kísérleti konfliktusvizsgálatokban is fellép. Egy kísérletben a kutatók diákokkal játszatták el "Takonia" és "Navalia" – két konfliktusban álló, kitalált nemzet – polgárainak szerepét. A diákok azt a feladatot kapták, hogy becsüljék meg különböző – a konfliktus megoldása érdekében tervezett – cselekmények hatását (Rothbart és Hallmark, 1988). A kísérleti személyek úgy gondolták, a korlátozó cselekmények hatékonyabbak lesznek, mint a kiegyező akciók, ha azokat ők hajtják végre. Ám amikor a másik nemzet esetében kellett becslést végezni, a kísérleti személyek úgy hitték, a korlátozás sokkal kevésbé lesz hatékonyabb, mint a békülékeny tettek. Ezek az eredmények arra engednek következetni, hogy a valós csoportközi konfliktusban a csoportok éppen azon elvek alapján cselekszenek, melyeket nem fogadnak el, ha azok ellenük irányulnak.

## Tükörkép-gondolkodás a nemzetközi konfliktusokban
A tükörkép-gondolkodás szerepet játszik a nemzetközi konfliktusokban, amint azt Ralph White (1977) feltárta a közel-kelet arab-izraeli konfliktus hátterét vizsgálva. Az 1956-os és 1967-es háborúkban az arabok úgy vélték, Izrael ok nélkül támadott, míg Izrael véleménye szerint az arab fenyegetés és provokáció kényszerítette támadásra őket. Az 1948-as és 1973-as háborúkban Izrael az arabok támadásait agresszió megnyilvánulásának tekintette, míg az arabok úgy érezték, válaszolni kénytelenek Izrael terjeszkedő politikájára. Hasonló torzult észlelést figyeltek meg a volt Jugoszláviában lezajlott konfliktus során. Mikor újságírók ecsetelték, mennyire embertelen körülmények uralkodnak a koncentrációs táborokban, ahová szerb erők ellenségeik ezreit börtönözték be, a szerbek erre azt válaszolták, hogy 6000 szerb pusztult el horvát és bosnyák táborokban (McAllister, 1992). És míg a muzulmánok általában a szerb "etnikai tisztogatás" áldozatainak tartják magukat, addig a szerbek is úgy érzik, hogy áldozatául estek a muzulmánok azon kísérletének, hogy ellenőrzésük alá vonjanak olyan területeket, ahol évszázadok óta szerbek élnek. Saját véleményük szerint a szerbek mindössze azt akarták, amivel mások is rendelkeztek: önkormányzatot egy egységes országban (Lane et al., 1993). Tehát a nemzetközi konfliktus valós világában, akárcsak a laboratóriumi vizsgálatokban, kölcsönös elfogultságok hoznak létre tükörkép-gondolkodást, mely igazolja és kiélezi a konfliktust.